# Michael Mulhall
Pour les articles homonymes, voir Mulhall.
Michael Mulhall, né le 25 février 1962 à Peterborough en Ontario, est un prélat catholique canadien, archevêque de Kingston depuis 2019 après avoir été pendant une douzaine d'années évêque de Pembroke.

## Biographie
Michael Mulhall est né le 25 février 1962 à Peterborough en Ontario. Après des études en philosophie à l'Université de Trent, en Ontario, et en théologie à l'Université Angelicum et à l'Augustinianum, à Rome, il est ordonné prêtre le 21 juillet 1989 au sein du diocèse de Peterborough. 
Il poursuit ensuite ses études à Rome, avant d'exercer son ministère pastoral à Huntsville, en Ontario, de 1991 à 1994, année où il retourne à Rome pour travailler au sein de la Congrégation pour les Églises orientales. 
Il revient au Canada en 2002, en poste à Huntsville puis à Hastings (en) (paroisse Our Lady of Mount Carmel) en remplissant successivement la charge de chancelier des affaires spirituelles et de vicaire général pour le diocèse de Peterborough.
Le 30 juin 2007, le pape Benoît XVI le nomme évêque de Pembroke, succédant à Richard Smith, nommé archevêque d'Edmonton. Le 21 septembre 2007, il fut consacré évêque.
Le 26 mars 2019 il est transféré au siège archiépiscopal de Kingston. 